# José María Hevia (Chema)
José María Hevia Álvarez (Chema) (Villayana (Lena, Asturias) 9 de agosto de 1947 (77 años) es un teólogo, físico y matemático y aficionado a la música español. Hijo de José María Hevia Álvarez, y de Olvido Álvarez Rodríguez. Fue vicerrector del Colegio Mayor Hispano Señora de Guadalupe en Salamanca; rector del Seminario de Oviedo; profesor de Filosofía y Teología en el Centro Superior de Estudios Teológicos del Seminario de Oviedo; profesor del Instituto Superior de Ciencias Religiosas San Melchor de Quirós. En la actualidad es canónigo de la Catedral de Oviedo.
Se licenció en Teología Sistemática en la Universidad Pontificia de Salamanca. Se doctoró en la universidad alemana de Heidelberg. Fue Consiliario de la JOC/F de Emigración Española en Alemania.
Fue becario del Max Planck Institut, para la investigación Astrofísica. Profesor de Filosofía y Teología en el Centro Superior de Estudios Teológicos de Oviedo; y en el Instituto Superior de Ciencias Religiosas San Melchor de Quirós, en relación con la Universidad Pontificia de Salamanca.
José Mª Hevia fue el descubridor de la galaxia SMNR 1050 en el año 2000, del tipo Leo Triplett, aplicando el teorema del virial, y el detector espectográfico Ecchelle-CCD System. Le dio el nombre de SMNR (SEMINARIO), más 1050 ( el número de galaxias semiocultas parecidas).En palabras de Chema: "El mérito está ... en admirarse de la armonía celeste que rige las interdependencias de los astros y suscita interrogantes sobre su origen, evolución y causas".
Tiene infinidad de colaboraciones con empresas, radiotelescopios de Malta y Alemania, trabajos de investigación y publicaciones.
Entre sus muchas colaboraciones, trabajos de investigación, publicaciones, etc., destacan:
«Cinco libros para acceso y uso de la homilética antigua» en Studium Ovetense 20, 1992.
«Juan Baustita y la 'liminalidad' en la iniciación cristiana» en Studium Ovetense 25, 1997.
«Teología Fundamental como antídoto de fundamentalismos», en Studium Ovetense 29, 2001.
«A new galaxy in the «Leo Triplett» with 7=0,00302», en The Astrophysical Journal 543, 2000.
Y varios capítulos del libro ]uan Luis Ruiz de la Peña, un teólogo ante las ciencias, en Memorial Juan Luis Ruiz de la Peña, Universidad Pontificia de Salamanca (1997).
- Datos: Q60825720